# Uppsala Student-TV
Uppsala Student-TV (USTV) är en lokal TV-kanal i Uppsala, grundad 1989. De gör TV-program och beställningsfilm.
- Uppsala Student-TV:s webbplats